# Daniel Davis
Daniel Davis (n. 26 noiembrie 1945) este un actor american de teatru, film și televiziune, cel mai cunoscut pentru interpretarea rolului majordomului Niles în serialul Dădaca și pentru aparițiile sale în rolul profesorului Moriarty în câteva episoade din Star Trek: Generația următoare, folosind un accent englez pentru ambele roluri.

## Filmografie
- Havana (1990)